# Donald-Olivier Sié
Donald-Olivier Sié (nogometaš Slonokoščene obale, * 3. april 1970.
Za reprezentanco Slonokoščene obale je odigral 42 uradnih tekem in dosegel šest golov.